# Khadija Zamouri
Pour les articles homonymes, voir Khadija.
Khadija Zamouri, née le 5 février 1967 à Anvers est une femme politique belge flamande, membre de l'OpenVLD.
Khadija Zamouri fut enseignante d'histoire, d'anglais et de néerlandais dans l'enseignement secondaire, successivement à Jette, Koekelberg, Anvers et à l'école belge de Kigali. Elle fut coordinatrice de néerlandais au Foyer (Bruxelles) et rédactrice finale de 11.11.11.
Elle fut collaboratrice de cabinet des ministres Jean-Luc Vanraes (2009 - 2011), Annemie Neyts (1999 - 2001) et Guy Vanhengel (2001 - 2002).
Elle ne se représente pas lors des élections de 2024.

## Carrière politique
- Députée flamande pour la région de Bruxelles-Capitale (du 06-07-2011 au 25-05-2014) en remplacement de Sven Gatz.
- Députée bruxelloise (du 11-06-2014) en remplacement de Guy Vanhengel.

## Décoration
- Chevalier de l'ordre de Léopold (2024)[1].